# Československo na Letních olympijských hrách 1956
Československo na Letních olympijských hrách 1956 v Melbourne reprezentovalo 63 sportovců, z toho 12 žen. Nejmladší účastnicí byla plavkyně Marta Skupilová (18 let, 251 dní), nejstarším účastníkem pak střelec František Čapek (42 let, 18 dní). Reprezentanti vybojovali 6 medailí, z toho 1 zlatou, 4 stříbrné a 1 bronzovou.

## Československé medaile
| Medaile | Jméno                         | Sport                | Disciplína            |
| ------- | ----------------------------- | -------------------- | --------------------- |
| Zlato   | Olga Fikotová                 | Atletika             | Ženy hod diskem       |
| Stříbro | Eva Bosáková                  | Sportovní gymnastika | kladina               |
| Stříbro | Ladislav Fouček               | Cyklistika           | 1 km s pevným startem |
| Stříbro | Otokar Hořínek                | Sportovní střelba    | libovolná malorážka   |
| Stříbro | Ladislav Fouček Václav Machek | Cyklistika           | tandem                |
| Bronz   | Jiří Skobla                   | Atletika             | Muži vrh koulí        |